# Fontana del Museo dell'Ara Pacis
Fontana del Museo dell'Ara Pacis är en fontän vid Via di Ripetta i Rione Campo Marzio i Rom. Fontänen, som är belägen vid museet Ara Pacis, ritades av arkitekten Richard Meier och invigdes år 2006. Meier, som ritade museet, planlade även den öppna platsen framför kyrkorna San Girolamo degli Schiavoni och San Rocco.

## Bilder
| - Fontänen. - Fontänen med kyrkan San Girolamo degli Schiavoni till vänster. |